# RASSF8
RASSF8‏ (Ras association domain family member 8) هوَ بروتين يُشَفر بواسطة جين RASSF8 في الإنسان.